# Президентські візити США до УРСР та України
Далі подано перелік візитів Президентів США до України. Перший такий візит відбувся 1972 року, тоді столицю Української РСР відвідав Річард Ніксон.

## Річард Ніксон

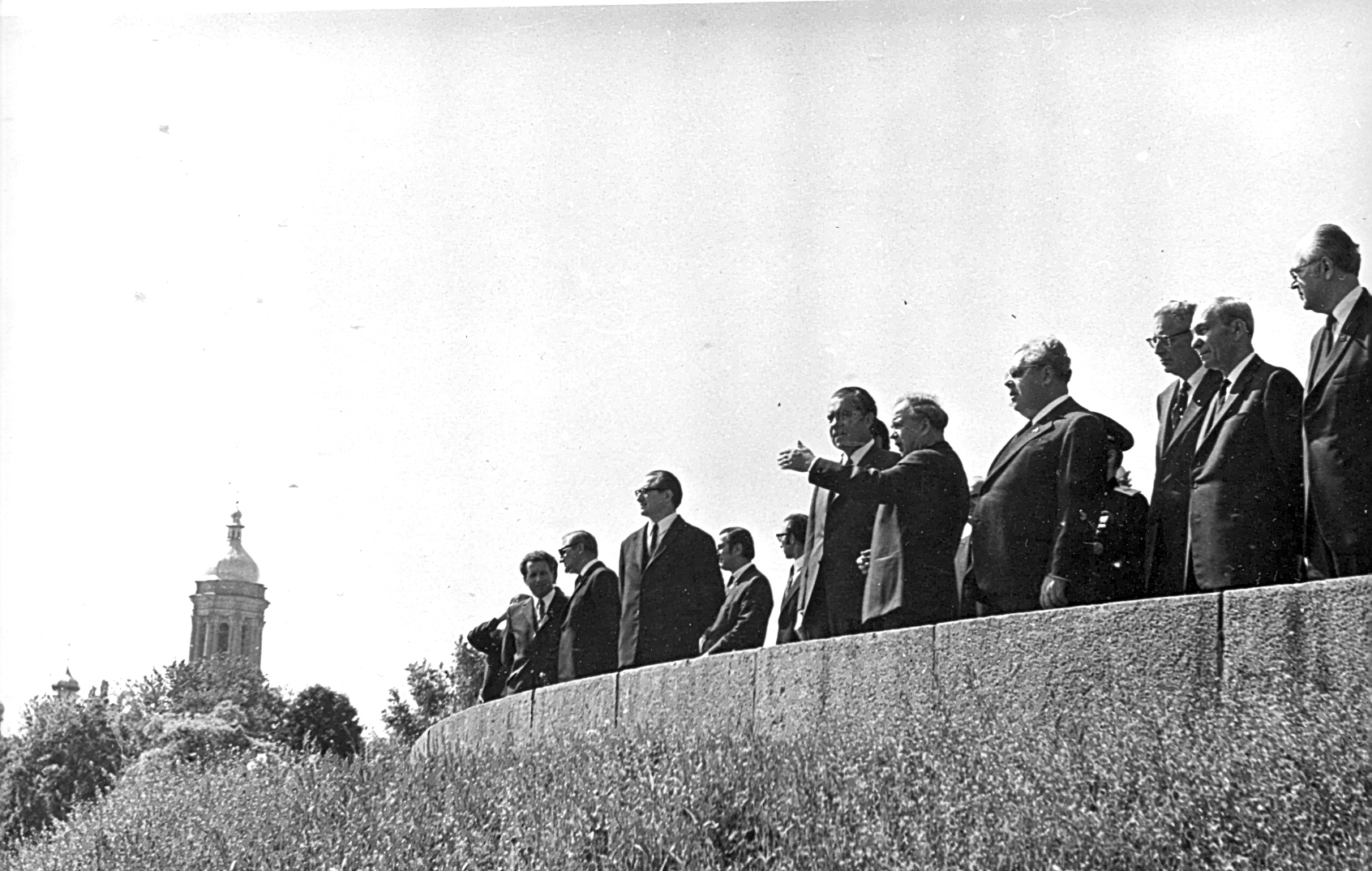
Президент Річард Ніксон на Дніпровських схилах. 1972 рік

Першим президентом США, який відвідав Українську РСР, став Річард Ніксон. Саме республіканський президент 29 травня 1972 року в рамках візиту до СРСР відвідав Київ. В аеропорту «Бориспіль» його особисто зустрічала партійна та політична номенклатура республіки. Президент США відвідав Софію Київську та поклав квіти до Монумента Невідомого Солдата.

## Джордж Герберт Вокер Буш
Другий візит Президента США до Української РСР відбувся під час розвалу СРСР. Тоді очільником Білого Дому був Джордж Герберт Вокер Буш. 1 серпня 1991 року борт № 1 США приземлився в Києві. Джордж Буш провів зустріч з очільником республіки. На той час ця посада перебувала в руках Голови Верховної Ради, а саме Леоніда Кравчука.
Під час виступу у Верховній Раді перед депутатами XII скликання, висловився з засторогою до «суїцидального націоналізму» та від спроб відділитись від СРСР. Тоді президент США зайняв позицію підтримки Михайла Горбачова.

## Білл Клінтон
12 січня 1994 року літак Білла Клінтона приземлився в аеропорту «Бориспіль». Під час поїздки до Москви президент Клінтон зробив неанонсований візит до президента України Леоніда Кравчука. Це став перший візит президента США після проголошення незалежності УРСР. На зустрічі президенти обговорили відмову України від ядерної зброї.
11 травня 1995 року президент Клінтон вперше в історії України після проголошення незалежності відвідав Київ з державним візитом.
5 червня 2000 року Клінтон знову відвідав Україну та продовжив обережну політику стосовно колишньої радянської республіки України, яку розпочав його попередник. Виступ запам'ятався клінтонівським цитуванням уривку з поеми «Кавказ».

## Джордж Вокер Буш

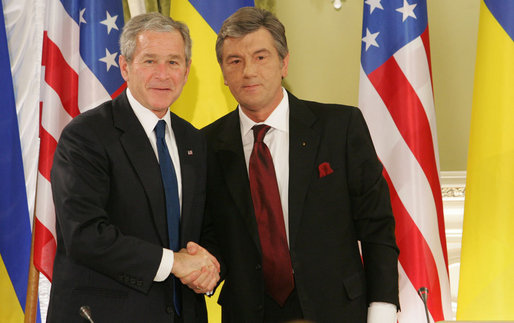
Джордж Вокер Буш та Віктор Ющенко в Києві

31 березня 2008 року президент США Джордж Вокер Буш відвідав Київ. Провів зустріч з Президентом України Віктором Ющенком та прем'єр-міністром Юлією Тимошенко. Це став перший візит президента-республіканця з 1991 року та перший візит президента США після Помаранчевої революції.

## Джо Байден

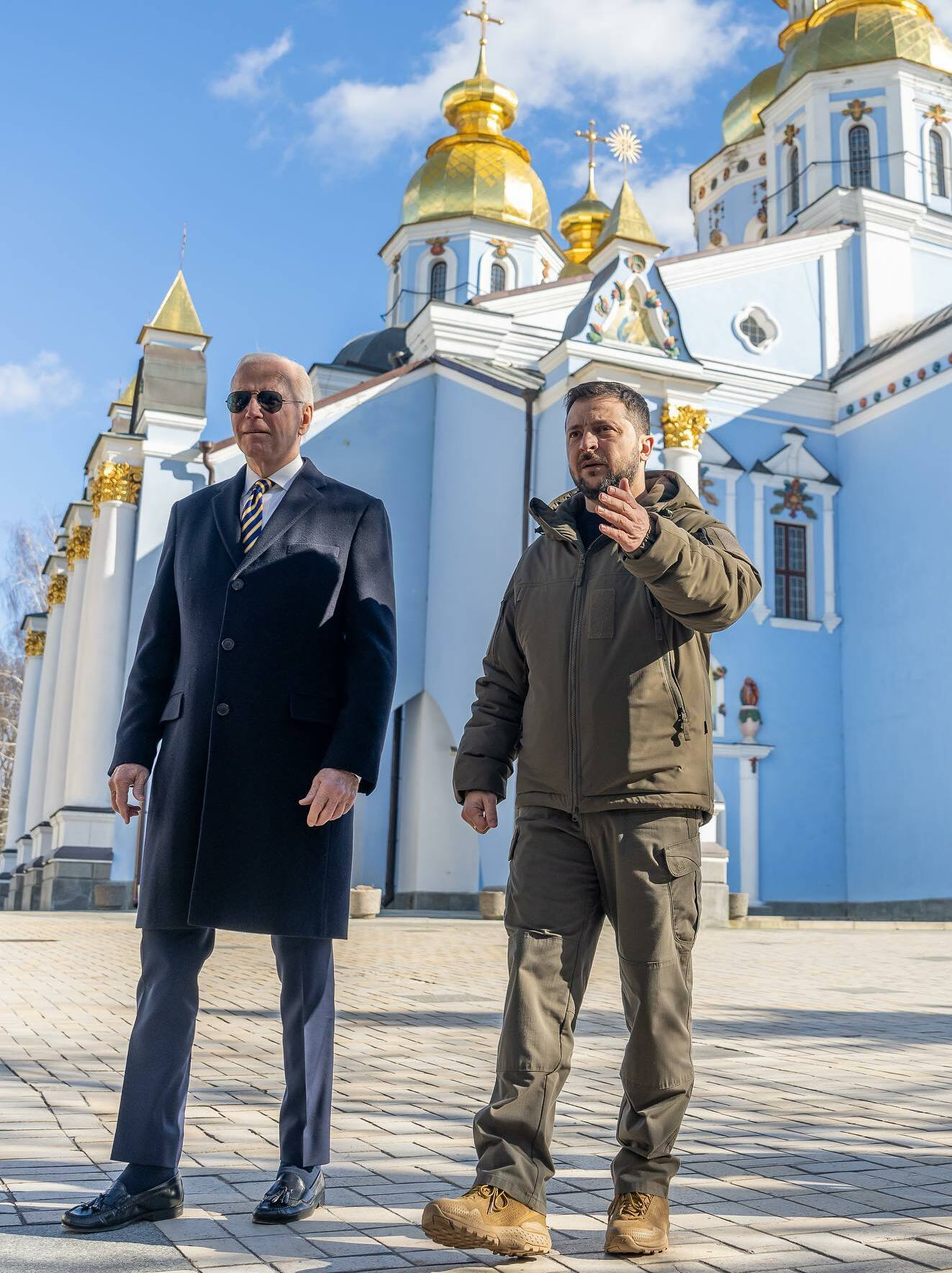
Джо Байден і Володимир Зеленський на тлі Михайлівського Золотоверхого собору, лютий 2023

Джо Байден відвідав Україну на посту віцепрезидента шість разів. Перший візит відбувся 20 липня 2009 року одразу після перемоги Демократичної партії на виборах президента США, другий — 20 квітня 2014 року фактично після Революції та початку російсько-українського протистояння.
Третій та четвертий візити відбулися 7 червня та 20 листопада 2014 року. 7 грудня 2015 року віцепрезидент вп'яте відвідав Україну. Вшосте він прибув до країни 16 січня 2017 року після поразки на виборах Демократичної партії США.
На посту президента США Джо Байден відвідав Україну тільки один раз — 20 лютого 2023 року.